# Jaime Bourbonsko-Parmský
Jaime Bernardo Bourbonsko-Parmský, hrabě z Bardi (* 13. října 1972, Nijmegen) je druhý syn a třetí dítě princezny Irene Nizozemské a Karla Huga, vévody z Parmy. Je členem královského a vévodského rodu Bourbonsko-Parmských a také vzdáleným členem nizozemské královské rodiny. V letech 2014 až 2018 byl nizozemským velvyslancem ve Svatém stolci. V současné době působí v UNHCR, Agentuře OSN pro uprchlíky.

## Mládí
Jaime se narodil v Nijmegenu v Nizozemsku. Má dvojče, sestru princeznu Margaritu, která se narodila o minutu dříve. Kromě ní má princ jednoho staršího bratra, Karla, vévodu z Parmy, a jednu mladší sestru, princeznu Carolinu. Jaime byl pokřtěn kardinálem Bernardem Janem Alfrinkem. Jeho kmotry byli jeho dědeček, princ Bernhard Lippsko-Biesterfeldský, a princezna Madeleine Bourbonsko-Parmská.
V roce 1981 se jeho rodiče rozhodli rozvést. Společně se svou matkou a sestrami se přestěhoval do Soestdijkského paláce (Baarn), tehdejší residence jeho prarodičů, královny Juliány a prince Bernharda, kde po několik let žil.

## Vzdělání a kariéra
Jaime studoval mezinárodní vztahy na Brownově univerzitě ve Spojených státech. Po ukončení tohoto studia následně získal magisterský titul v oboru mezinárodní ekonomie a řešení konfliktů na Univerzitě Johnse Hopkinse. Během tohoto studia absolvoval stáž ve Světovém fondu na ochranu přírody a v Mezinárodním červeném kříži.
V současnosti (2021) pracuje pro Ministerstvo zahraničních věcí Nizozemska. Nejprve byl hlavním tajemníkem nizozemského velvyslanectví v Bagdádu, poté se stal politickým poradcem mírové mise v Pol-e Khomri v provincii Baghlán v severní části Afghánistánu. Do léta 2007 dočasně pracoval v kabinetu evropské komisařky Neelie Kroesové. Poté se vrátil zpět do Haagu na Ministerstvo zahraničních věcí, kde zastává pozici zvláštního vyslance pro přírodní zdroje. Dne 7. února 2014 Ministerstvo zahraničních věcí oznámilo, že bude jmenován velvyslancem Nizozemského království u Svatého stolce. Princ Jaime se dne 15. července 2014 stal velvyslancem krále Viléma-Alexandra. Dne 20. prosince 2014 nabídl své pověřovací listiny papeži Františkovi. Nyní pracuje pro UNHCR, Agenturu OSN pro uprchlíky.

## Další aktivity
Jaime také pracoval jako reportér pro dokumentární seriál Africa, War is Business. V dokumentu zkoumal a vysvětloval, jak může v zemi, která je velmi bohatá na suroviny, dominovat chudoba a konflikty. V seriálu navštívil Sierru Leone a její diamantová pole, Libérii, aby viděl, jak se plní vývozní embargo na tvrdé dřevo, a Konžskou demokratickou republiku, kde se vydal na noční hlídku na válkou zničeném východě země, v oblasti bohaté na zlato a kobalt. V dokumentu jsou možná řešení zobrazena z pohledu mezinárodní společnosti.
Princ plní reprezentativní úkoly pro vévodský rod Bourbonsko-Parmských. Pravidelně se účastní královských svateb, křtů a pohřbů.

## Osobní život

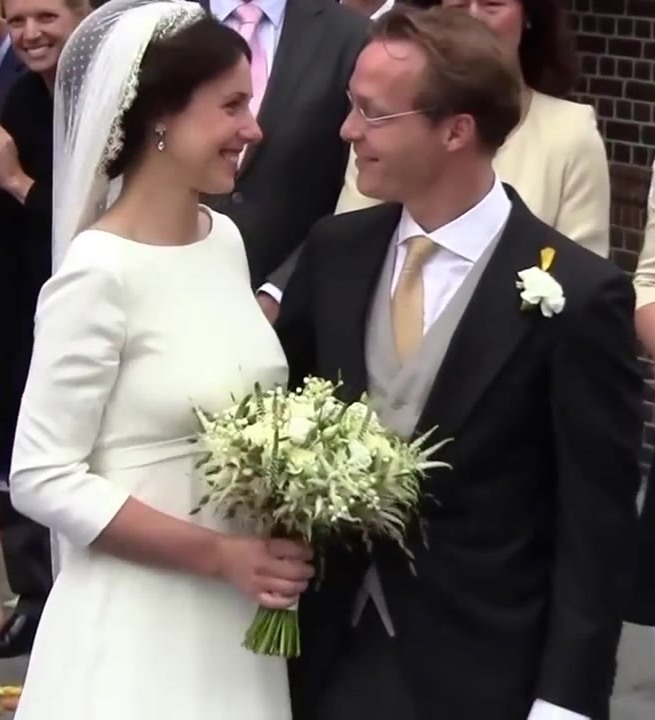
Princ Jaime a Viktória o jejich svatebním dnu

Dne 12. srpna 2013 bylo oznámeno Jaimeho zasnoubení s Viktóriou Cservenyákovou. Viktória (* 25. května 1982 v Budapešti) je nizozemská právnička a dcera Tibora Cservenyáka a jeho bývalé manželky Dorottyy Kláry Bartosové. Dne 3. října 2013 se vzali v civilním obřadu ve Wijk bij Duurstede. Jejich církevní svatba se konala dne 5. října 2013 v kostele Panny Marie v Apeldoornu.
Mají dvě dcery. První je Zita Clara (* 21. února 2014), která byla pojmenována po své pratetě z otcovy strany, císařovně Zitě Rakouské, a své prababičce z matčiny strany Kláře Killermannové, druhou Gloria Irene, která se narodila 9. května 2016.

## Tituly, oslovení a vyznamenání

### Tituly
- 13. října 1972 – 2. září 1996: Jeho královská Výsost princ Jaime Bourbonsko-Parmský
- 2. září 1996 – současnost: Jeho královská Výsost princ Jaime, hrabě z Bardi
  - Oficiálně v Nizozemsku: 15. května 1996 – současnost: Jeho královská Výsost princ Jaime de Bourbon de Parme

### Vyznamenání

#### Dynastická vyznamenání
- Parmská vévodská rodina:
  - Rytíř Konstantinova řádu sv. Jiří
  - Rytířský velkokříž Řádu svatého Louise za občanské zásluhy

#### Zahraniční vyznamenání
- SŘMR: Rytíř Suverénního řádu Maltézských rytířů
- Velkokříž řádu papeže Pia IX.

## Vývod z předků
|               |                                    |  |                                   |                                              |  |  |  |  |  |  |  | Karel III. Parmský |
|               |                                    |  |                                   |                                              |  |  |  |  |  |  |  |                    |
|               | Robert I. Parmský                  |  |                                   |                                              |  |  |  |  |  |  |  |                    |
|               |                                    |  |                                   |                                              |  |  |  |  |  |  |  |                    |
|               |                                    |  |                                   | Luisa Marie Terezie z Artois                 |  |  |  |  |  |  |  |                    |
|               |                                    |  |                                   |                                              |  |  |  |  |  |  |  |                    |
|               | František Xaver Bourbonsko-Parmský |  |                                   |                                              |  |  |  |  |  |  |  |                    |
|               |                                    |  |                                   |                                              |  |  |  |  |  |  |  |                    |
|               |                                    |  |                                   | Michal I. Portugalský                        |  |  |  |  |  |  |  |                    |
|               |                                    |  |                                   |                                              |  |  |  |  |  |  |  |                    |
|               | Marie Antonie z Braganzy           |  |                                   |                                              |  |  |  |  |  |  |  |                    |
|               |                                    |  |                                   |                                              |  |  |  |  |  |  |  |                    |
|               |                                    |  |                                   | Adelaida z Löwenstein-Wertheim-Rosenbergu    |  |  |  |  |  |  |  |                    |
|               |                                    |  |                                   |                                              |  |  |  |  |  |  |  |                    |
|               | Karel Hugo Bourbonsko-Parmský      |  |                                   |                                              |  |  |  |  |  |  |  |                    |
|               |                                    |  |                                   |                                              |  |  |  |  |  |  |  |                    |
|               |                                    |  |                                   | Henri de Bourbon, Comte de Lignières         |  |  |  |  |  |  |  |                    |
|               |                                    |  |                                   |                                              |  |  |  |  |  |  |  |                    |
|               | Jiří Bourbonsko-Bussetský          |  |                                   |                                              |  |  |  |  |  |  |  |                    |
|               |                                    |  |                                   |                                              |  |  |  |  |  |  |  |                    |
|               |                                    |  |                                   | Adrienne de Mailly-Nesle                     |  |  |  |  |  |  |  |                    |
|               |                                    |  |                                   |                                              |  |  |  |  |  |  |  |                    |
|               | Magdaléna Bourbonsko-Bussetská     |  |                                   |                                              |  |  |  |  |  |  |  |                    |
|               |                                    |  |                                   |                                              |  |  |  |  |  |  |  |                    |
|               |                                    |  |                                   | René de Kerret                               |  |  |  |  |  |  |  |                    |
|               |                                    |  |                                   |                                              |  |  |  |  |  |  |  |                    |
|               | Jeanne de Kerret de Quillien       |  |                                   |                                              |  |  |  |  |  |  |  |                    |
|               |                                    |  |                                   |                                              |  |  |  |  |  |  |  |                    |
|               |                                    |  |                                   | Marie Léonie Gautier                         |  |  |  |  |  |  |  |                    |
|               |                                    |  |                                   |                                              |  |  |  |  |  |  |  |                    |
| Jaime z Bardi |                                    |  |                                   |                                              |  |  |  |  |  |  |  |                    |
|               |                                    |  |                                   |                                              |  |  |  |  |  |  |  |                    |
|               |                                    |  | Arnošt II. Lippsko-Biesterfeldský |                                              |  |  |  |  |  |  |  |                    |
|               |                                    |  |                                   |                                              |  |  |  |  |  |  |  |                    |
|               | Bernhard Lippsko-Biesterfeldský    |  |                                   |                                              |  |  |  |  |  |  |  |                    |
|               |                                    |  |                                   |                                              |  |  |  |  |  |  |  |                    |
|               |                                    |  |                                   | Karolína z Wartenslebenu                     |  |  |  |  |  |  |  |                    |
|               |                                    |  |                                   |                                              |  |  |  |  |  |  |  |                    |
|               | Bernhard Nizozemský                |  |                                   |                                              |  |  |  |  |  |  |  |                    |
|               |                                    |  |                                   |                                              |  |  |  |  |  |  |  |                    |
|               |                                    |  |                                   | Aschwin Sierstorpffsko-Crammský              |  |  |  |  |  |  |  |                    |
|               |                                    |  |                                   |                                              |  |  |  |  |  |  |  |                    |
|               | Armgard Sierstorpffsko-Crammská    |  |                                   |                                              |  |  |  |  |  |  |  |                    |
|               |                                    |  |                                   |                                              |  |  |  |  |  |  |  |                    |
|               |                                    |  |                                   | Hedvika Sierstorpffsko-Driburská             |  |  |  |  |  |  |  |                    |
|               |                                    |  |                                   |                                              |  |  |  |  |  |  |  |                    |
|               | Irene Nizozemská                   |  |                                   |                                              |  |  |  |  |  |  |  |                    |
|               |                                    |  |                                   |                                              |  |  |  |  |  |  |  |                    |
|               |                                    |  |                                   | Bedřich František II. Meklenbursko-Zvěřínský |  |  |  |  |  |  |  |                    |
|               |                                    |  |                                   |                                              |  |  |  |  |  |  |  |                    |
|               | Jindřich Meklenbursko-Zvěřínský    |  |                                   |                                              |  |  |  |  |  |  |  |                    |
|               |                                    |  |                                   |                                              |  |  |  |  |  |  |  |                    |
|               |                                    |  |                                   | Marie Schwarzbursko-Rudolstadtská            |  |  |  |  |  |  |  |                    |
|               |                                    |  |                                   |                                              |  |  |  |  |  |  |  |                    |
|               | Juliána Nizozemská                 |  |                                   |                                              |  |  |  |  |  |  |  |                    |
|               |                                    |  |                                   |                                              |  |  |  |  |  |  |  |                    |
|               |                                    |  |                                   | Vilém III. Nizozemský                        |  |  |  |  |  |  |  |                    |
|               |                                    |  |                                   |                                              |  |  |  |  |  |  |  |                    |
|               | Vilemína Nizozemská                |  |                                   |                                              |  |  |  |  |  |  |  |                    |
|               |                                    |  |                                   |                                              |  |  |  |  |  |  |  |                    |
|               |                                    |  |                                   | Emma Waldecko-Pyrmontská                     |  |  |  |  |  |  |  |                    |
|               |                                    |  |                                   |                                              |  |  |  |  |  |  |  |                    |